# Erwan Konaté
Erwan Konaté, född 18 april 2003, är en fransk friidrottare som tävlar i längdhopp.

## Karriär
Erwan Konaté tog brons vid junior-EM 2021 i längdhopp. Vid junior-VM tog han guld i samma gren både 2021 och 2022. Vid U23-EM år 2025 tog han guld i längdhopp.
Konaté blev fransk inomhusmästare i längdhopp 2024.